# Effigy of the Forgotten
Albums de Suffocation
Reincremation Breeding the Spawn
Effigy of the Forgotten est le premier album studio du groupe de brutal death metal américain Suffocation. Il est sorti en 1991 et a été réédité en 2003 avec l'album Pierced from Within, dans le double CD Two from the Vault.
Beaucoup considèrent ce groupe comme le fer de lance du style "brutal death" voire comme son fondateur. Une des particularités du groupe est d'inclure deux musiciens afro-américains (Terrance Hobbs et Mike Smith).
Terrance Hobbs et Doug Cerrito forment une paire de guitaristes des plus originaux, alliant des compositions très techniques, avec des solos ultra rapides et "tordus" dans leurs constructions.

## Composition du groupe
- Frank Mullen : chant
- Terrance Hobbs : guitare
- Doug Cerrito : guitare
- Josh Barohn : basse
- Mike Smith - batterie

## Liste des chansons de l'album
1. Liege Of Inveracity - 4:30
2. Effigy Of The Forgotten - 3:50
3. Infecting The Crypts - 4:40
4. Seeds Of The Suffering - 5:52
5. Habitual Infamy - 4:16
6. Reincremation - 2:54
7. Mass Obliteration - 4:32
8. Involuntary Slaughter - 3:02
9. Jesus Wept - 3:43